# Johann Rast
Johann Rast (* 1954 in München) ist ein deutscher Jurist.

## Werdegang
Rast legte am Melanchthon-Gymnasium in Nürnberg das Abitur ab und studierte Rechtswissenschaften in Erlangen. Nach der Referendarzeit war er einige Jahre als Rechtsanwalt in Lauf an der Pegnitz tätig. 1985 trat er in den Dienst der Bayerischen Polizei. Er arbeitete in den Polizeipräsidien in München und Oberfranken und bei der Polizeidirektion in Straubing. Danach war er drei Jahre als Referent im bayerischen Innenministerium tätig. Anschließend wurde er Personalchef der Bayerischen Bereitschaftspolizei in Bamberg. 2006 wurde er Vizepräsident beim Polizeipräsidium Oberbayern. Mit dessen Aufteilung in die Bereiche Süd und Nord rückte er zum 1. Januar 2009 auf den Posten des Präsidenten des Polizeipräsidiums Oberbayern Nord in Ingolstadt. Zum 1. Februar 2011 wechselte er an die Spitze des Polizeipräsidiums Mittelfranken.

## Wirken
Rast ist der politisch verantwortliche Polizeibeamte für einen Einsatz in Nürnberg (leitender Polizeidirektor und zuständiger Sachgebietsleiter: Hermann Guth:1:01), bei dem am 1. Juni 2017 ein 20-jähriger afghanischer Staatsbürger abgeschoben werden sollte und aus der Berufsschule 11:1:51 abgeholt wurde. Am Tag zuvor hatte ein schwerer Sprengstoffanschlag mit 90 Toten die deutsche Botschaft in Kabul zerstört. Obwohl keine Polizeibeamten im Klassenraum in Nürnberg erschienen, sondern beim Schulleiter Michael Adamczewski:1:51 anfragten, eskalierte die Situation und es kam zu Sitzblockaden von Mitschülern vor der Schule am Berliner Platz, welche mit großer Härte anschließend geräumt wurden. In einer anschließenden live bei Facebook übertragenen Pressekonferenz rechtfertigte Rast das Geschehen mit rechtsstaatlichen Prinzipien. Wie am gleichen Tag nachmittags bekannt wurde, setzten Bund und Länder die Abschiebungen nach Afghanistan vorerst aus.

## Belege
1. 1 2 3  ZDF heute-journal vom 02.06.2017: Nach Tumulten von Nürnberg (Memento des Originals vom 3. Juni 2017 im Internet Archive)  Info: Der Archivlink wurde automatisch eingesetzt und noch nicht geprüft. Bitte prüfe Original- und Archivlink gemäß Anleitung und entferne dann diesen Hinweis., heruntergeladen am 3. Juli 2017
2. ↑  SPON: Deutsche Botschaft bei Anschlag massiv beschädigt - Dutzende Tote, heruntergeladen am 1. Juni 2017
3. ↑  Frankenschau: Protest gegen Abschiebung in Nürnberg eskaliert, heruntergeladen am 01.06.17
4. ↑  Polizei Mittelfranken: Pressegespräch am 01.06.2017 zum Polizeieinsatz am 31.05.2017 am BerlinerPlatz in Nürnberg., heruntergeladen am 01.06.17
5. ↑  [Berliner Morgenpost]: 20-jähriger Afghane aus Nürnberg muss nicht in Abschiebehaft, heruntergeladen am 01.06.17

| Personendaten    | Personendaten    |
| ---------------- | ---------------- |
| NAME             | Rast, Johann     |
| KURZBESCHREIBUNG | deutscher Jurist |
| GEBURTSDATUM     | 1954             |
| GEBURTSORT       | München          |